# Восточный Грикваленд
Восточный Грикваленд (африк. Griekwaland-Oos), официально Новый Грикваленд (африк. Niuew Grukwaland — «новая земля для гриква»), первоначально известный под названием Нимандсланд (африк. Niemandsland — буквально «ничейная земля», поскольку территория не была заселена) — регион на северо-востоке Капского региона ЮАР. С 1978 года включён в состав провинции Наталь, ныне провинция Квазулу-Натал.
В 1862 году сюда переселились около 2 000 гриква под предводительством «капитана» Адама Кока III.

## История

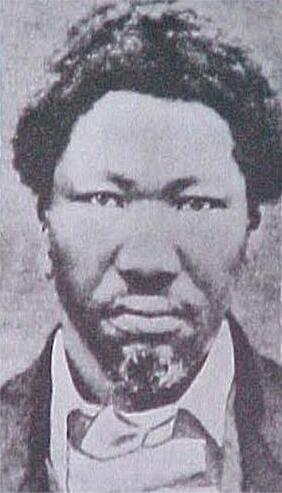
Адам Кок III, первый и единственный правитель Восточного Грикваленда

До прибытия мигрантов с запада и севера территория входила в состав царства Мпондо, которым правил король Факу из династии, происходившей из народа коса. Во время своего правления он первоначально охотно принимал у себя беженцев, переходивших границу его царства с северо-востока, спасаясь от набегов зулусской армии Чаки. Со временем Факу осознал, что его армия слишком слаба, чтобы защищать восточные границы от Чаки, и предпочёл эвакуировать оттуда население, из-за чего опустевшая территория получила прозвище Нимандсланд, африк. Niemandsland, «ничейная земля», или англ. No-man’s land.
Тем временем группа гриква, покинувшая Мыс Доброй Надежды и поселившаяся на территории в окрестностях современного Филипполиса, столкнулась с экспансией на эти земли молодой Оранжевой республики. Не подлежит сомнению, что большинство жителей земель Филипполиса отправились в утомительное и опасное путешествие на юг, чтобы перейти через перевал Кватламба (Quathlamba, ныне Драконовы горы), однако по поводу причин данного переселения очевидцы тех времён приводили две различные версии.

### Прибытие и заселение

Территории гриква и буров в Южной Африке, XIX век

Как указывает в своих воспоминаниях Джон Робинсон, первый премьер-министр Наталя, британский администратор «ничейной земли» сэр Джордж Грей пригласил туда гриква из Филипполиса с тем, чтобы создать буферную территорию между британской колонией Наталь и Оранжевой республикой, а также защищать британцев от набегов бушменов. Первоначально Адам Кок III выслал группу разведчиков для изучения земли, после чего было подписано соглашение и вся община переселилась туда в 1862 г.
Недавно обнаруженные официальные документы указывают, что задолго до этого соглашения, в 1854 году, была заключена сделка между Британской империей и Оранжевой республикой. Британцы соглашались выселить всё население упомянутой территории в обмен на урегулирование пограничного конфликта между африканерами и британцами из Капской колонии. Согласно этим документам, Адам Кок III и его последователи узнали об этих планах только через шесть лет после подписания соглашения. Осознавая, что их силы несопоставимы с колониальной армией, и отказавшись выбирать между тем, чтобы стать британскими подданными или слугами в Оранжевой республике, они были принудительно выселены со своих земель в 1863 г.
Все источники сходятся в том, что последователи последнего капитана народа гриква оказались в окрестностях горы Кёрри (Mount Currie) и основали там свой лагерь, где и оставались в течение примерно пяти лет. В 1869 г. преподобный Дауэр (Reverent Dower) из Лондонского миссионерского общества (London Mission Society) посетил местность и согласился на основание там церкви при условии, что люди были готовы на новое переселение. После обсуждения вопроса с населением была выбрана земля далее к югу от горы, и после прибытия туда в 1872 г. был основан городок, названный Кокстад в честь предводителя.
Если в столице, Кокстаде, преобладали гриква, большую часть территории населяла преимущественно народность коса, тогда как гриква составляли всего лишь правящее меньшинство.

### Правительство
Хотя гриква постоянно перемещались, оседая в конкретных местах лишь на короткое время, им удалось основать свой «Народный совет», африк. Volksraad или просто «совет» — собрание 12 влиятельных членов племени, принимавших решения от его имени, а также формировать делегации для переговоров с соседними племенами или властями. Главой гриква был «капитан» Адам Кок III.

### Валюта

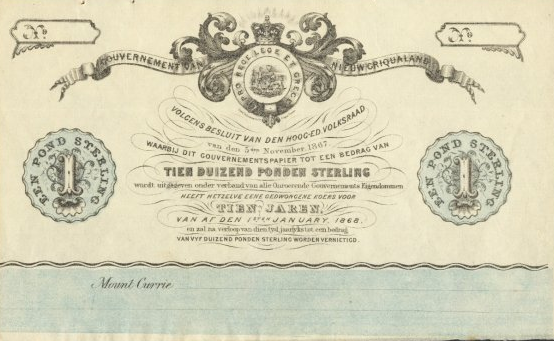
Банкнота в один фунт стерлингов Нового Грикваланда, 1868 год

В 1867 году, после того, как Банк Дурбана начал печатать собственные банкноты, Кок и его последователи решили последовать их примеру и ввести собственную валюту. Было отпечатано около 10 000 однофунтовых банкнот для Восточного Грикваленда. Тем не менее, валюта так и не была введена в оборот, и если не считать немногих сохранившихся образцов, почти все были уничтожены, так и не попав в обращение.
После переселения гриква в Кокстад, в 1874 году, была предпринята новая и более успешная попытка. Жетоны, дизайн которых разработала «Строн и компания» (Strachan and Co.), были отчеканены в Германии и оставались в обращении ещё долго после исчезновения самой страны.

### Аннексия
Местные источники Капской провинции сообщают о том, что в 1869 году Адам Кок III направил британским властям провинции прошение о переходе под их суверенитет с тем условием, что последние признают права на землевладение и что территория Восточного Грикваланда не будет включена в состав колонии Наталь. Британские источники утверждают, что гриква продали большую часть своей земли добровольно, и что в целом аннексия территории произошла «по желанию самих обитателей».
С другой стороны, мнения самих гриква по вопросу о политическом суверенитете разделились.
Судя по высказыванию Адама Кока III, которое цитируется в источниках, узнав о планах британских властей, он заявил, что в вопросе о переходе земли под суверенитет британцев речь идёт о недопонимании или даже обмане: «Вот оно как… с нами не посоветовались. Нам нечего сказать» («There you have it… we were not consulted. We can say nothing»). В 1874 году британцы приняли территорию под свой полный контроль.
Когда предводитель гриква Адам Кок III умер в декабре 1875 после тяжёлой травмы в результате дорожного происшествия, его двоюродный брат на похоронах заявил, что вместе с ним умирает надежда на создание независимого государства гриква на юге Африки.

### После аннексии
После перехода под власть британцев Восточный Грикваланд в течение нескольких лет управлялся ими как отдельная колония. В этот период министерство колоний Британии оказывало значительное давление на правительство соседней Капской колонии с тем, чтобы последняя включила в свой состав эту неспокойную территорию, обременённую большими расходами. Капская колония, которая к тому времени имела самостоятельное, не назначаемое губернатором правительство, не желало принимать территорию в свой состав ввиду указанных причин. Особенно активно против аннексии выступал премьер Джон Молтено.
В конце концов в 1877 году было достигнуто соглашение и Капский парламент принял Закон об аннексии (Закон № 38 1877 года). Закон был введён в действие лишь два года спустя, 17 сентября 1879 года, когда были основаны 4 магистрата — в Кокстаде, Мататиеле, Маунт-Фрир и Умзимкулу. Территория получила право избирать двух депутатов в Капский парламент, который в то время избирался на многорасовой основе («en:Cape Qualified Franchise»), где мужчины проходили избирательный ценз независимо от расы.
Поскольку гриква составляли на своей территории лишь правящее меньшинство, после утраты независимости их государства большая часть земли перешла к народности пондо, говорящему на языке коса, а также к новым белым поселенцам. Эти демографические факторы привели к размыванию идентичности гриква. Столетие спустя, в эпоху апартеида, территория была включена в состав бантустана Транскей, где преобладала народность коса.